# ساب سفاري
ساب سفاري  (بالإنجليزية: Saab Safari)‏ هي طائرة تدريب، بمحرك واحد. أنتجت في 1971 بالسويد. من صناعة شركة ساب للطائرات. تستخدم بشكل أساسي من قبل سلاح الجو الدنماركي. كان أول طيران لها في 26 فبراير 1971. دخلت الخدمة في 1972، ومازالت في الخدمة حتى الآن. صنع منها 462 طائرة.

## المستخدمون
- سلاح الجو الدنماركي
- القوات الجوية الباكستانية